# 芥川龙之介

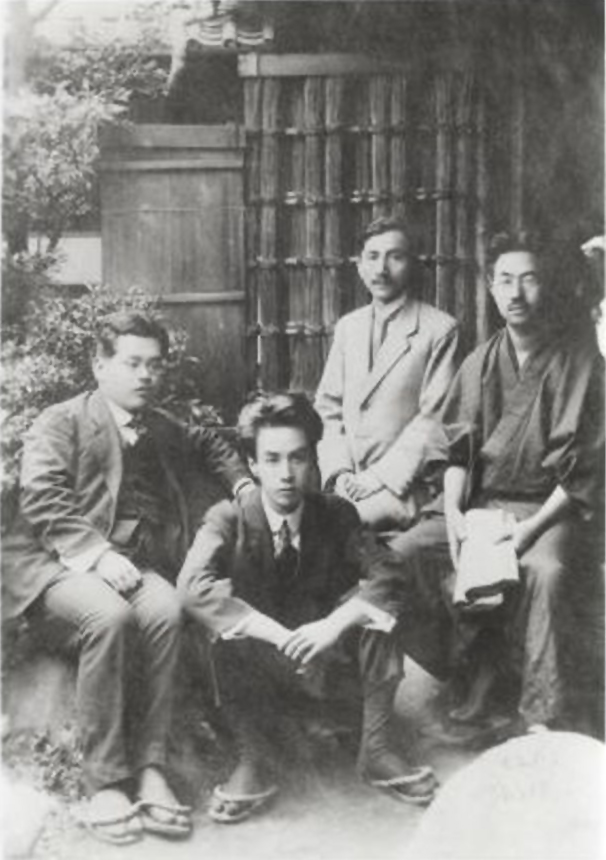
芥川龍之介與友人，中間蹲坐者為芥川龍之介，照片最左邊者為菊池寬，攝於1919年。

芥川龙之介（日语：／，1892年3月1日—1927年7月24日），号“澄江堂主人”，俳号“我鬼”，日本知名小说家，博通漢學、日本文學、英國文學，但一生為多種疾病、憂慮所苦而仰藥，年僅三十五。其名作甚多，以極短篇為主。

## 生平

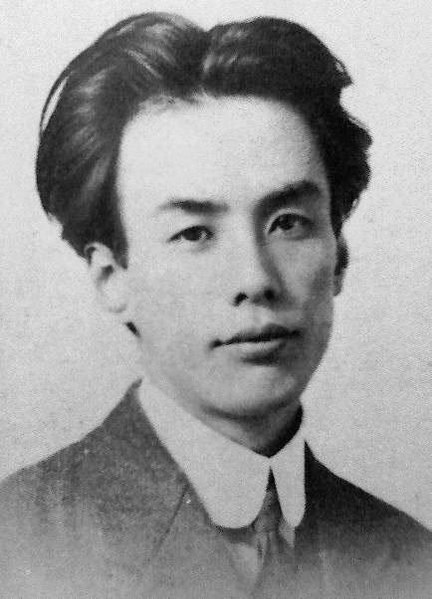
芥川龍之介

原名新原龍之助，1892年（明治廿五年）生于東京，生於壬辰年辰日辰時，辰在地支中為龍，故稱龍之介。父親新原敏三在京橋區入船町8丁目以販賣牛奶為生。為家中長子，有2个姐姐，不過，大姐在龍之介出生之前一年病死，當時只有6歲。母亲芥川富久出身旧士族，他出生7個月後，由於母親精神異常，他被送到母親的娘家抚养。在他11歲時，母親離世，於是過繼給母舅芥川道章做養子，遂改姓芥川。
芥川一家鍾好文學與戲劇，充滿濃厚的江戶文人氣息，龍之介受此薰陶，故有深厚之文藝底蘊。11歲時就與同學發行手抄雜誌，並自己寫作、編輯，甚至自繪插圖。1905年，小学毕业，4月入东京府立三中。中学时代开始接触易卜生、法朗士、梅里美等人的作品。1910年，中学毕业，成绩优异，免试入第一高等学校（现东京大学教养学部）。同学中，有日后成为作家或诗人的久米正雄、菊池宽、土屋文明等。
1913年，以第二名成绩毕业于一高，进入东京帝国大学，学习英国文学，期间开始写作。毕业后通过英文教學和报纸编辑维生。早在1912年二十歲時，他已完成了處女作《老年》，兩年後又发表了短篇小說《罗生门》，但並未受到重視。
1916年芥川畢業，論文題為「威廉·莫里斯研究」，其成績位列同屆二十人中之第二名。他在《新思潮》雜誌发表短篇小說《鼻子》，夏目漱石读到後非常讚赏，对他多方关怀。这段时间他也开始创作俳句。1918年他发表《地狱变》，讲述一个古日本时期的残酷故事，通过画师、画师女儿等人的遭遇，反映了纯粹的艺术和无辜的底层人民受邪恶大公的摧残。
1919年，生父新原敏三患流感去世，芥川辞去海军机关学校英语教师，入大阪每日新闻社，成为专职作家，月薪一百三十日元。1920年，长子比吕志出生。
1921年芥川龙之介作为大阪每日新闻报社的记者前往中国四个月，拜会章炳麟、郑孝胥、辜鸿铭等人，并与即将参加中共一大的李汉俊见面（芥川称他为李人杰）。游览上海，杭州，苏州，镇江，南京，九江，汉口，北京等地。7月返抵日本，之後寫成《上海遊記》一書。这次任务非常繁重。在任务的压力和自身压抑作用下，他染上了多种疾病，一生為胃病、痔瘡、神經衰弱、失眠症所苦。回到日本後，1922年他发表了《竹林中》，与安布罗斯·比尔斯的《月光小路》结构类似，都是在一件案子的调查采集的各方的证词与说法。不同的是《月光小路》最后澄清了事实，而《竹林中》中各方的证词某些地方重合却有很大矛盾，但是又都能自圆其说。整个作品弥漫着压抑、彷徨、不定向的气氛。这反映了作者本人迷茫的思想。自此以後，由於病情恶化，芥川龙之介常出现幻觉，当时的社會形勢也右傾，言论自由受到從政府到普通人的打壓。这使得他此時期的作品更加压抑，如《河童》。
1922年11月8日，二子多可志出生。
1925年（大正14年）在文化學院文學部擔任講師。隔年，由於胃潰瘍、失眠、神經衰弱的復發再次入住神奈川縣湯河原療養。另一方面，妻子冢本文（婚後改為芥川文）搬到了鹄沼的別墅。2月22日，龍之介也來到了鹄沼並住在旅館東屋。7月12日，三男也寸志出生，7月20日租下了東屋i-4號別墅，讓妻子和三男居住。在此期間，完成了小品《租房子之後》、《鹄沼雜紀》、《點鬼簿》。
1927年（昭和二年）芥川龙之介继续写作随想集《侏儒的话》，作品短小精悍，每段只有一两句话，但意味深长。1月4日，二姐家被烧，姐夫西川丰被怀疑为骗保故意纵火，6日，姐夫卧軌自殺，芥川為二姐一家高利贷欠款及善后事宜奔走導致身心俱疲。6月，作家宇野浩二精神失常，十分震惊，前去探望。6月20日，遗作《一个傻瓜的一生》脱稿。7月24日拂晓前，因「恍惚的不安」于田端自宅服用大量安眠藥，仰藥自盡，枕边留有圣经一册，给妻子、小穴隆一、菊池宽、姨母等亲友留下遗书，年僅35歲。
7月27日，举行葬礼，泉镜花、菊池宽、小岛政二郎、里见弴分别致悼词。葬于东京染井慈眼寺。

## 家族
- 父：新原敏三
- 母：芥川富久（阿福）
- 養父：芥川道章
- 妻：塚本文（海軍少佐塚本善五郎之女）
- 長子：芥川比呂志（演員）
- 次子：芥川多加志（戰死）
- 三子：芥川也寸志（作曲家）

## 主要著作
芥川龍之介在他短暂的一生中，写了超过150篇小说。他的極短篇小說篇幅很短，取材新颖，情节新奇甚至诡异。作品关注社会丑恶现象，但很少直接评论，而仅以冷峻的文字和简洁有力的语言来陈述，让读者深深感觉到其丑恶性，这使得他的小说即具有高度的艺术性又成为当时社会的缩影，《竹林中》、《罗生门》、《蜘蛛之絲》、《地獄變》、《杜子春》、《鼻子》、《南京的基督》等皆是经典之作，時常被選入課文、小說選集，或改編為戲劇。
| 發表年代 | 中文名稱         | 日文名稱                             | 英文名稱            |
| -------- | ---------------- | ------------------------------------ | ------------------- |
| 1914年   | 老年             | Rōnen                                |                     |
| 1915年   | 羅生門           | Rashōmon                             | Rashōmon            |
| 1916年   | 鼻子             | Hana                                 | The Nose            |
| 1916年   | 芋粥             | Imogayu                              | Yam Gruel           |
| 1916年   | 煙草與悪魔       | Tabako to Akuma                      |                     |
| 1917年   | 戲作三昧         | Gesakuzanmai                         |                     |
| 1918年   | 蜘蛛之絲         | Kumo no Ito                          | The Spider's Thread |
| 1918年   | 地獄變           | Jigokuhen                            | Hell Screen         |
| 1918年   | 邪宗門           | Jashūmon                             |                     |
| 1919年   | 魔法             | Majutsu                              |                     |
| 1920年   | 南京的基督       | Nankin no Kirisuto                   | Christ in Nanking   |
| 1920年   | 杜子春           | Toshishun                            | Tu Tze-chun         |
| 1920年   | 火神             | Aguni no Kami                        | Vulcan              |
| 1921年   | 竹林中           | Yabu no Naka                         | In a Grove          |
| 1922年   | 軌道列車         | Torokko                              |                     |
| 1927年   | 玄鶴山房         | Genkakusanbō                         |                     |
| 1927年   | 侏儒的話         | Shuju no Kotoba                      |                     |
| 1927年   | 文藝的、太文藝的 | Bungeiteki na, amarini Bungeiteki na |                     |
| 1927年   | 河童             | Kappa                                | Kappa               |
| 1927年   | 齒輪             | Haguruma                             | Cogwheel            |
| 1927年   | 某阿呆的一生     | Aru Ahō no Isshō                     | A Fool's Life       |
| 1927年   | 西方的人         | Seihō no Hito                        | The Man of the West |

## 评价
- 鲁迅评价其作品“所用的主题最多的是希望已达之后的不安，或者正不安时的心情。”[1]
- 室生犀星评价其人：“这个作家好像从书籍之间变出来的，在世上只活了三十几年，谈笑一通，马上又隐身于自己出来的书籍之间，不再出来。”

## 其他
- 1935年芥川龙之介自杀去世8年后，他的毕生好友菊池寬设立了以他的名字命名的文学新人奖“芥川賞”，现已成为日本最重要文学奖之一，与“直木賞”齐名，作為獎勵新進純文學作家的重要獎項之一，影響深遠。
- 1950年，日本著名导演黑泽明，将芥川的作品《竹林中》与《罗生门》合而为一，改编为电影《罗生门》，在国际上获得包括威尼斯影展金獅獎在內的多个大奖，使日本电影走向世界。此后，“罗生门”更成为華語地區对于扑朔迷离的、各方说法不一的事件之代名词。
- 2019年，NHK单集剧作《异乡人：上海的芥川龙之介》讲述了作为《大阪每日新闻》记者的芥川龙之介在上海的见闻。
- 2021年，其翻譯文學《橘子》被列為香港中學文憑試中文科卷一的白話文閱讀篇章，是香港中學文憑考試中文科卷一首次出現外國文學翻譯作品。[2]